# Cartas sobre la educación estética del hombre
Cartas sobre la educación estética del hombre (Über die ästhetische Erziehung des Menschen) (1795) es una obra teórica del poeta y pensador Friedrich Schiller compuesta en 27 cartas. La tesis fundamental de la obra es el ennoblecimiento del carácter humano, planteado en el núcleo de una educación estética del hombre y de la humanidad, para un Estado o una sociedad verdaderamente racionales. Este Estado idealmente concebido por la razón solo podrá ser llevado a cabo por el hombre moral: aquel cuyas facultades racional y sensible no estén en contradicción. De esta manera, Schiller sugiere una crítica a la razón ilustrada (de la cual su máximo fundamentador fue Kant), pues ésta aún no ha llegado a dar cumplimiento al ideal de un Estado verdaderamente racional, ya que tal razón ha fallado en la práctica aunque no en la teoría. Es de advertir que Schiller parte de principios kantianos, para superarlos. Su idea de síntesis, la belleza, se funda en el juego, momento unitivo en el cual el ser humano es libre.
Como ha quedado sugerido, el medio para llevar a cabo este proceso de ennoblecimiento es la belleza, pues ésta, como principio de libertad o autonomía en la apariencia sensible, se relaciona íntimamente con la esencia moral del ser humano, el cual es, precisamente, ser para la libertad. Por ello, la educación del hombre, con el objetivo de resolver el problema político de una sociedad plenamente racional y libre, debe ser "estética". He aquí el punto de partida del Arte importante para Schiller.
Tampoco se ha de olvidar la polémica suscitada por Cartas sobre la educación estética del hombre, ya que fue rechazada tanto por los seguidores de la ilustración como por sus contemporáneos ya románticos. Fue sin embargo bien acogida por su amigo Friedrich Hölderlin. La tradición marxista del siglo XX vio permanentemente en esta obra schilleriana una realización perversa del pensamiento idealista, quizás por contener la más aguda crítica conocida a los desvaríos sangrientos de la Revolución francesa y contener implícitos los aún más graves que proporcionará la Revolución soviética y la era del estalinismo.
Si, aparte de los escritos estéticos dedicados a lo sublime y a lo patético, el ensayo titulado Sobre poesía ingenua y poesía sentimental cabe decir que constituye de cuerpo entero su Poética, la Estética propiamente dicha de Friedrich Schiller, y con sentido general, es Cartas sobre la educación estética del hombre. Esta obra, como todas las del autor, conduce asimismo a una teoría de la libertad.

## Estructura y contenido de la obra y su concepto disciplinar
- 1-5: Schiller pone la discrepancia entre la naturaleza y la razón. Por un lado, está la naturaleza de la mayoría de las personas con una necesidad de satisfacción de sus instintos, por el otro, el logro de la cultura que la razón. Naturaleza y razón en cada caso forman un estado de emergencia si no están relacionados entre sí.
- 6-10: Schiller explora las realidades sociales y culturales de su tiempo y se embarca en la búsqueda de un concepto objetivo de la belleza con el fin de aclarar la forma en que la belleza puede ser una condición necesaria para la libertad.
- 11-16: Schiller desarrolló aquí el ideal de la belleza como ideal humanitario. Ambas unidades básicas, valor afectivo y racionalidad deben aceptarse pues son esenciales para el ser humano. Lo que se necesita es una Forma viva. Donde “su Forma sea vida, y su vida sea Forma”. El juego estético hace que el hombre sea humano, persona. La "Forma viva" es la "belleza ideal", la belleza en el sentido amplio, no se basa en la experiencia, y distingue la belleza tangible en la "belleza de fusión", la belleza en el sentido más estricto, y la "belleza enérgica" como "impulso sensual".
- 17-23: Schiller desarrolla aquí su teoría del estado estético. Pero el hombre de cualquier época nunca alcanza éste completamente, porque carece de "armonía" o "energía". La condición estética es exactamente en el medio y donde se funde "sufrimiento" y "actividad", "sentir" y "pensar". La educación de las personas se puede lograr mediante la estética, antes de que el hombre de la razón para guiar sus acciones.
- 24-27: La perspectiva del desarrollo del estado estético es la abolición de la fuerza interna de la naturaleza del hombre y la creación por ésta de las condiciones de vida prácticas para la aplicación de los principios morales.[1]